# Хопърс ФК
Хопърс ФК или Грийнбей Хопърс ФК (на английски: Hoppers F.C. или Greenbay Hoppers F.C.) е футболен клуб от Антигуа, състезаващ се в „Антигуа и Барбуда Премиър Дивижън“. Намира се в Грийнбей. Играе срещите си на стадион „Антигуа Рекриейшън Граунд“ в столицата Сейнт Джонс.

## История
„Грийнбей Хопърс ФК“ е основан през 1969 година. Един от основателите, Лондъл Бенджамин е президент до 2009.

## Успехи
- Антигуа и Барбуда Премиър дивижън:
  -  Шампион на Антигуа и Барбуда (1): 2015-16.

- CTV Warriors' Cup:
  -   Носител (1): 2005

## Участия в CONCACAF
- Клубен шампионат на Карибския футболен съюз (КФЮ):

Най-добро: 2005 1/4 финал;– губи срещу  Портмор Юнайтед 10 – 0 общ резултат
| Година  | Съперник              | 1-ви кръг | 2-ри кръг |
| ------- | --------------------- | --------- | --------- |
| 2005    | Гранд Базаар          | 2–1       | 4–0       |
|         | Портмор Юнайтед       | 0–3       | 0–7       |
| 2006/07 | Пуерто Рико Айлендърс | 1–3       |           |
|         | У Кънекшън            | 0–5       |           |